# Ron Jones
Ron Jones (født 1941) er en amerikansk forfatter og lærer i Palo Alto og San Francisco, Californien samt historiefortæller. Han er internationalt kendt for sit eksperiment i klasseværelset kaldet Den tredje bølge. I 1981 blev Den tredje bølge omskrivet til en tv-film kaldet The Wave, og en roman af Todd Strasser, samt endnu en film i 2008, som vandt Emmy og Peabody Awards. Jones bor i San Francisco, Californien, hvor han ofte optræder som historiefortæller.